# بادنجانیان آکنیستوس
بادنجانیان آکنیستوس(نام علمی: Acnistus) نام یک سرده از تیره بادنجانیان است.